# Litauens damlandslag i volleyboll
Litauens damlandslag i volleyboll representerar Litauen i volleyboll på damsidan. Det har försökt kvalificera sig för flera internationella mästerskap (EM 1993, 1995, 2015 och 2017 samt VM 2014), men har inte lyckats ännu.

### Fotnoter
1. ↑  ”Lithuania” (på engelska). CEV. https://www-old.cev.eu/Competition-Area/CompetitionTeamDetails.aspx?TeamID=8642&ID=701. Läst 18 mars 2023.